# Peloribates moderatus
Peloribates moderatus är en kvalsterart som beskrevs av Aoki 1984. Peloribates moderatus ingår i släktet Peloribates och familjen Haplozetidae. Inga underarter finns listade i Catalogue of Life.